# Stożne (Kowale Oleckie)
Stożne (deutsch Stoosznen, 1938 bis 1945 Stosnau) ist ein Dorf in der polnischen Woiwodschaft Ermland-Masuren und gehört zur Landgemeinde Kowale Oleckie (Kowahlen, 1938 bis 1945 Reimannswalde) im Powiat Olecki (Kreis Oletzko, 1933 bis 1945 Kreis Treuburg).

## Geographische Lage
Stożne liegt im Nordosten der Woiwodschaft Ermland-Masuren am Jezioro Stożne, neun Kilometer nordwestlich der Kreisstadt Marggrabowa (1928 bis 1945: Treuburg, polnisch Olecko).

## Geschichte
1560 war das Gründungsjahr des nach 1785 Stosznen und bis 1938 Stoosznen genannten kleinen Dorfes, das 1874 in den neu errichteten Amtsbezirk Schareyken (polnisch Szarejki) eingegliedert wurde. Dieser – 1938 umbenannt in „Amtsbezirk Schareiken“ – gehörte bis 1945 zum Kreis Oletzko – 1933 bis 1945 „Landkreis Treuburg“ genannt – im Regierungsbezirk Gumbinnen der preußischen Provinz Ostpreußen.
Im Jahre 1910 verzeichnete Stoosznen 344 Einwohner. Ihre Zahl stieg bis 1933 auf 364 und belief sich 1939 auf 412.
Aufgrund der Bestimmungen des Versailler Vertrags stimmte die Bevölkerung im Abstimmungsgebiet Allenstein, zu dem Stoosznen gehörte, am 11. Juli 1920 über die weitere staatliche Zugehörigkeit zu Ostpreußen (und damit zu Deutschland) oder den Anschluss an Polen ab. In Stoosznen stimmten 268 Einwohner für den Verbleib bei Ostpreußen, auf Polen entfiel keine Stimme.
Aus politisch-ideologischen Gründen zwecks Vermeidungs fremdländisch klingender Ortsnamen wurde Stoosznen 1938 in „Stosnau“ umbenannt. In Kriegsfolge kam das Dorf 1945 mit dem südlichen Ostpreußen zu Polen und trägt seither die polnische Namensform „Stożne“. Heute ist das Dorf eine Ortschaft im Verbund der Landgemeinde Kowale Oleckie im Powiat Olecki der Woiwodschaft Ermland-Masuren.

## Kirche
Stoosznen resp. Stosnau war vor 1945 in das evangelische Kirchspiel Schareyken (1938 bis 1945: Schareiken, polnisch Szarejki) im Kirchenkreis Oletzko/Treuburg in der Kirchenprovinz Ostpreußen der Kirche der Altpreußischen Union eingepfarrt. Seit 1945 gehören die evangelischen Kirchenglieder Stożnes zur Kirchengemeinde in Gołdap, einer Filialgemeinde von Suwałki in der Diözese Masuren der Evangelisch-Augsburgischen Kirche in Polen.
Waren die katholischen Kirchenglieder vor 1945 nach Marggrabowa bzw. Treuburg (polnisch Olecko) im Bistum Ermland orientiert, so sind sie heute in die neu errichtete Pfarrei Szarejki eingepfarrt. Dieser zugeordnet ist eine Kapelle in Stożne, die dem Hl. Josef geweiht ist. Die Pfarrei gehört zu einem der beiden Dekanate in Olecko im Bistum Ełk (Lyck) der Katholischen Kirche in Polen.

## Verkehr
Stożne liegt unweit der bedeutenden polnischen Landesstraße DK 65 (einstige deutsche Reichsstraße 132) an einer Nebenstraße, die südlich von Kowale Oleckie (Kowahlen, 1938 bis 1945 Reimannswalde) in westlicher Richtung abzweigt, und nach Sokółki (Sokolken, 1938 bis 1945 Halldorf) führt. Stożne ist Bahnstation an der Bahnstrecke Ełk–Tschernjachowsk (Lyck–Insterburg), die seit 1993 für den Personenverkehr nicht mehr in Betrieb ist.

## Persönlichkeiten
- Werner Kließ (1939–2016), Film- und Fernsehproduzent, Drehbuchautor und Bildhauer